# Bryoptera fulvisquamosa
Bryoptera fulvisquamosa là một loài bướm đêm trong họ Geometridae.